# Elsässisch

Die germanischen und romanischen Dialektgruppen in der Region Elsass

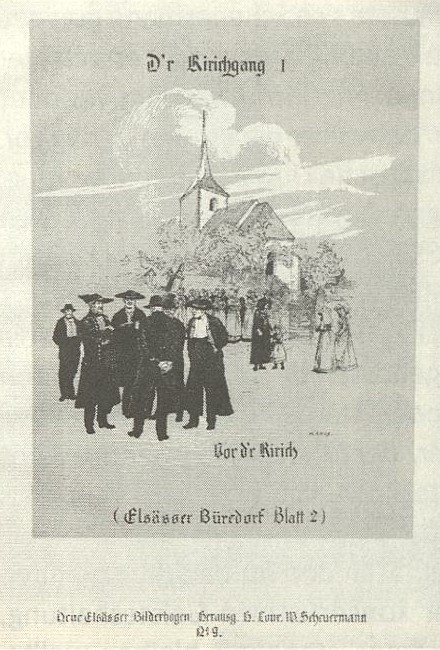
Blatt aus dem Elsässer Bilderbogen von Henri Loux (um 1903)

Unter Elsässisch oder Elsässerdeutsch versteht man die im Elsass verbreiteten alemannischen, südfränkischen und rheinfränkischen Dialekte. „Elsässisch“ in diesem Sinne ist keine linguistisch in sich kohärente Dialektgruppe, sondern eine geografisch bzw. politisch und kulturell bestimmte Sammelbezeichnung für die über die gesamte Region des Elsass verteilten lokalen Mundarten. Unter Elsässisch im linguistischen Sinne versteht man lediglich die (nieder-)alemannischen Dialekte.
Unter Dialekte des Elsass werden hingegen neben den germanischen (deutschen) auch die in einigen Gebieten der Vogesen (Welche) und die zwischen der deutsch-französischen Sprachgrenze und der Regionalgrenze im Süden (Franc-Comtois/Territoire de Belfort/Kanton Jura) gesprochenen traditionellen romanischen Dialekte (Langues d’oïl) verstanden.

## Dialektgruppen

Das traditionelle Verbreitungsgebiet westoberdeutscher (= alemannischer) Dialektmerkmale im 19. und 20. Jahrhundert. Das Elsass liegt in dessen nordwestlichem Teil.

Die im Elsass verbreiteten deutschen Mundarten werden von der Dialektforschung größtenteils den alemannischen Mundarten zugeordnet. Das zum Oberdeutschen zählende Alemannische (= Westoberdeutsche) wird überwiegend durch das Niederalemannische (hier: Oberrheinalemannisch) vertreten, die im Süden an der Grenze zur Schweiz verwendeten Mundarten werden hingegen dem Hochalemannischen zugerechnet.
Einige Dialekte im Norden und Nordwesten werden den rheinfränkischen Mundarten zugeordnet. Das Rheinfränkische wird bereits zum Mitteldeutschen und in diesem zum Westmitteldeutschen gezählt. An der Grenze zur Pfalz werden dem Pfälzischen verwandte Dialekte, im sogenannten Krummen Elsass lothringisch-fränkische Mundarten gesprochen.

## Orthal
Elsässisch hat in Frankreich den Status einer Regionalsprache. Allerdings hat Frankreich die Europäische Charta zu deren Schutz und Förderung zwar unterzeichnet, aber bislang noch nicht durch das Parlament ratifiziert.
Mit Orthal (Orthographe alsacienne) gibt es seit 2003 (damals noch unter der Bezeichnung Graphal) den Versuch, die elsässischen Schreibweisen zu vereinheitlichen und zu standardisieren, um so ein einheitliches Schreiben zu ermöglichen, vergleichbar der 1976 eingeführten Schriftsprache für die luxemburgischen Mundarten. Die elsässische Sprache soll dadurch nicht standardisiert werden; Orthal kann alle verschiedenen regionalen Varianten beschreiben.

## Abgrenzung und innere Gliederung

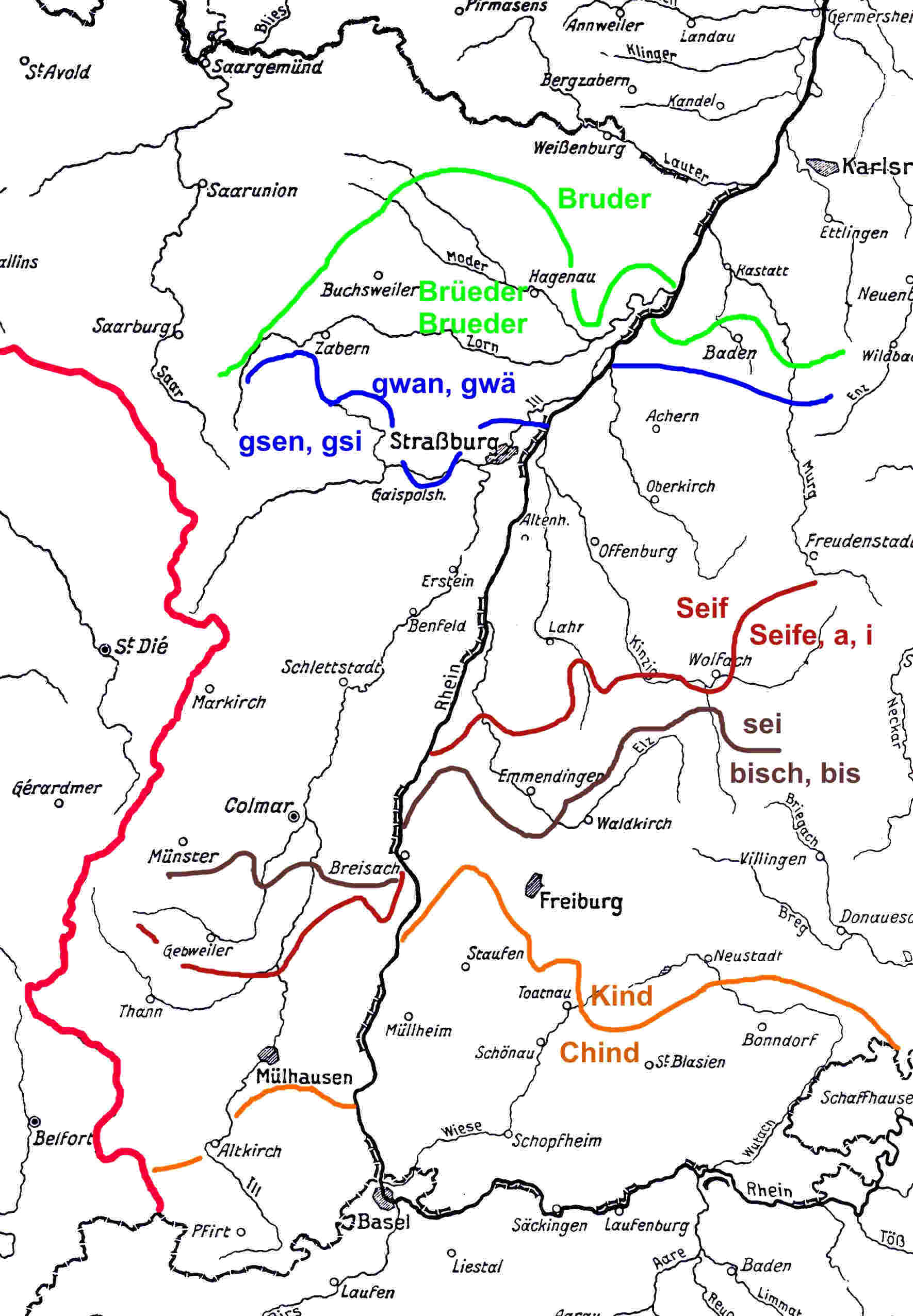
Isoglossen im südlichen Oberrheintal

Dialekt- und Sprachgruppen im metropolitanen Frankreich und einigen benachbarten Regionen

Eine der Isoglossen, die im Elsass und in Nachbarregionen zur Unterscheidung zwischen oberdeutschen (hier: alemannischen) und mitteldeutschen (hier: rheinfränkischen) Mundarten herangezogen werden, ist die Germersheimer Linie, die anlautendes Pf- von P- trennt (Beispiel: standarddeutsch Pfund, alemannisch Pfund, rheinfränkisch Pund). Diese Isoglosse ist in der Karte rechts jedoch nicht dargestellt; einen ähnlichen Verlauf hat die Bruder-Isoglosse (siehe unten). Meist verlaufen zur Mundartgliederung verwendete Isoglossen jedoch nicht identisch, weswegen man nicht von einer alemannisch-fränkischen Mundartgrenze sprechen kann, sondern nur von einer einen Übergang abbildenden Sprachgrenzzone.
In der Karte dargestellte Isoglossen von Nord nach Süd:
- Bruder: nördliches Bruder, Bruuder zu südlichem Bruader, Brüeder, Brueder. Wird manchmal auch zur Abgrenzung von Fränkisch zu Alemannisch verwendet.
- gewesen: nördliches gwää, gwä, gwan zu südlichem gsii, gsi, gsin.
- Seife: nördliches Seif zu südlichem Seife, Seifa, Seifi, Seipfe.
- Imperativ von „sein“: nördliches sei zu südlichem bisch, bis.
- Kind: nördliches Kind zu südlichem Chind. Diese Isoglosse wird in der Regel zur Abgrenzung zwischen dem Nieder- bzw. Oberrheinalemannischen und dem Hochalemannischen benutzt.

Die in der Karte rote, in Nord-Süd-Richtung verlaufende Linie stellt die 1871–1918 geltende französisch-deutsche Staatsgrenze dar. Diese deckt sich nicht mit der französisch-deutschen Sprachgrenze.
Viele Isoglossen des Elsässischen bzw. aller Dialekte im Oberrheingraben verlaufen in West-Ost-Richtung und erzeugen dabei eine Nord/Süd-Staffelung. Diese Unterschiede in Aussprache und Grammatik haben sich vermutlich meist während des Mittelalters herausgebildet. Dabei haben sich möglicherweise Sprachmerkmale von Norden nach Süden durchgesetzt, links des Rheins stärker als rechts des Rheins. Man vermutet, dass dabei oft als alemannisch bezeichnete Sprachmerkmale von als südfränkisch bezeichneten Sprachmerkmalen ersetzt wurden (z. B. neuhochdeutsche Diphthongierung und Monophthongierung: wis/weiß und guot/gut). Eine These zur Entstehung dieser Staffeln besagt, dass die Einflüsse der fränkischen Dialekte durch den stärkeren Verkehr im Elsass schneller vorgedrungen sind als auf der rechten Rheinseite. Das Straßburgische wird oft als alemannisch-südfränkische Enklave im umgebenden alemannischen Mundartgebiet betrachtet, die Handelsbeziehungen dieser Stadt reichten weit nach Norden.

## Verbreitung
In einer Umfrage des Amts für Sprache und Kultur im Elsass (Office pour la Langue et la Culture d’Alsace, Elsassisches Sprochàmt (OLCA)) von 2022 äußerten sich die Einwohner der Region Elsass folgendermaßen:
- 46 % erklärten, fließend oder gut Elsässisch zu sprechen (Dialektsprecher)
- 19 % erklärten, ein wenig Elsässisch zu sprechen oder es ein wenig zu verstehen (Grundkenntnisse)
- 34 % erklärten, kein Elsässisch zu sprechen (ohne Kenntnisse)

Im Vergleich zu einer Umfrage 2012 wurde erstmals seit dem Zweiten Weltkrieg ein Anstieg der Dialektsprecher verzeichnet, als 43 % angaben, Elsässisch zu sprechen, was allerdings im Rahmen statistischer Unschärfen bleibt. Des Weiteren ist ein Rückgang der Passivsprecher von 33 % auf 19 % und ein Anstieg von Nichtsprechern von 25 % auf 34 % zu bemerken.
Elsässische Lieder, speziell Kinderlieder, werden auch heute noch gerne gesungen, Theater wie das Théâtre de la Choucrouterie von Roger Siffer spielen Dialektstücke z. B. von Gustave Stoskopf.

## Dialektmerkmale
Der Wortschatz der elsässischen Dialekte ist unter anderem im Wörterbuch der elsässischen Mundarten dokumentiert.

### Beispiele
Lautverschiebung b zu w und g zu w:
- deutsch aber, alemannisch abber – elsässisch àwwer
- deutsch Magen, Wagen – alemannisch Mage, Wage – elsässisch[6] Mawe, Wawe (oder Wàje)

Typisch für das Elsässische ist der Einfluss des Französischen auf den Wortschatz:
- deutsch Fahrrad – elsässisch Velo[7]
- deutsch Bürgersteig – elsässisch Trottwar[8]

„Alemannisierung“: Wörter französischer Herkunft werden mit deutschen Endungen verwendet:
- deutsch wählen – elsässisch schwasiere(n) (von französisch choisir)

## Dialektbeispiele

### Straßburger Stadtdialekt

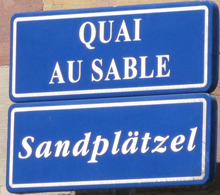
Zweisprachiges Straßenschild in Straßburg

Der heute aufgrund der Dominanz des Französischen in der Stadt kaum noch gesprochene Straßburger Dialekt ist ein Stadtdialekt, der sich ähnlich wie der Wiener oder Berliner Dialekt deutlich von den Mundarten des Umlandes abhebt. Das Straßburgerische zeichnet sich durch den hohen Anteil von rheinfränkischen Mundartmerkmalen aus.
Auszug aus dem Gedicht „Isszitt“ („Eiszeit“) von Emilienne Kauffmann:

„S’isch kalt drüsse, isskalt! Un wenn von de Kerichühre d’Schläg erab rolle,
verkleppere se in de Stross und verfahre wie d’Isszäpfe, wie sich von
Büchieslidach leese und ins gefrorene Dräckgräwel falle.
S’isch still, drüsse, isstill!
Isszäpfe hänge vom Büchhieseldach erunter, dick wie Glockeseil.! Un manchmol,
ganz ploetzlig, weisch nit worum, bekummt einer s’Iwergwicht un fallt
sänkrächt in de Schnee, wie n’r versinkt und numm noch a Loch losst in
de Schneekruscht. Un es rennt d’r e kalter Schücker de Buckel nunter…
vor dem dursichtige, spitzige, gschliffene Dolch. Un dee Schneekruscht
splitert uff wie de Glasürzucker, wenn me de Neujohrskueche anschnied.
E verklärti Welt draijt si in’re blasse Wintersunn, wie d’Kölje im
Kerzeliecht vom Tannibauim! De Froscht hücht sinni Kunscht an
d’Fenschter in Sternesplitter, Schneebluescht, Heckreesle un
Heckebletter.
D’Luft isch issig, bissig! Gfrore, stiff und
starr, in Riffe und Froscht isch s’Hoeftel, wiss, silwrig und liss in
Iss und Glarriss de Garte. D’Matt macht e Buckel untrem wisse
Schimmelpeltz vum Froscht wie e satti milchigi Schoofwoll…“

### Schlettstädter Elsässisch
Eine Ansprache, die bei einer „muttersprachlichen Gesellschaft“ in Schlettstadt/Sélestat gehalten wurde, im Vergleich mit dem Dialekt am Kaiserstuhl (ca. 20 km östlich von Schlettstadt in Baden) und Standarddeutsch.
| Münstertäler Elsässisch   | Liawi frend, For zwanzig johr ham’r ùns s’Zil un Ideàl gsetzt : d’Elsassìsch sproch ùn kültür zù ferdaidiga ùn ferdera. Mer han schon àles Meiliga gmàcht: Bettschrefda, Mànifestationa en Strossborìg, Kolm’r, Melhüsa, Unterschrefta gsàmmelt, Theàd’r gspelt, Vortraj àn Stàmmdesch organisi(ea)rt, Fiarùnga en Derf’r ùn Staadt, Dechd’rowa, Radiosandùnga sogàr Tele-Sandùnga, 10 Johr làng jedi Woch a Elsass’r-Stub em College vu Engersa, ja sogar Strossasang’r en Kolm’r met der Schnetzelbànk usw. Àla dana Persona, d’r fergàngena wia da jetziga Komiteemetgled’r, sowia alli „Heimetsproch“-Metgliad’r, bsonders Eich liawi Frend, wo emmer so zàhlrich an ùnseri Generàlfersàmmlùnga komma: a gross mersi ùn fergalt’s d’r Gott! Merci fielmol, merci, dàss Ehr àlli kùmma sen, von St. Louis bis Hojianoï! |
| Schlettstädter Elsässisch | Liewi Frend, Schon 20 Johr han mer ein Ziel un ein Ideàl: die Verteidigung un die Ferderung vu unsera elsasserditsch Sproch un Kultur. Mer han schon alles Megliga gemàcht: Bettschrefta, Manifestationa en Strossburg, Colmar, Melhüsa, Unterschrefta gsàmmelt, Theater gspelt, Vortraj un Stammtesch organisi(ea)rt, Fierunga en Dorf un Stadt, Dechterowa, Radiosandunga sogàr Tele-Sandunga, 10 Johr làng jede Wuch a Elsasser-Stub em College vu Ingersheim, ja sogar Strossasänger en Colmar met der Schnetzelbànk usw. Alla dana Persona, da vergàngena wia da jetziga Komiteemetglieder, sowie alla „Heimetsproch“-Metglieder, besonders Eich liawi Frend, wo emmer so zàhlrich an unseri Generàlversàmmlung komma: a grossa Dànk un vergalt’s Gott! Merci vielmol, merci, dàss Ehr àlli kumma sen, von St. Louis bis Hàgenau!                                                                                                 |
| Mundart Kaiserstuhl       | Liewi Freind, schu 20 Johr hämmr ei Ziel un ei Ideal: d’ Verteidigung und d’ Ferderig vu unsera elsässerditsch Sproch un Küldür. Mr hän schu alls meglige gmacht: Bittschrifde, Manifeschdatione in Schdroosburg, Colmar, Milhüse, Underschrifde gsammlet, Theader gschbield, Vorträg und Schdammdisch organisiert, Fierige in Dorf un Schdad, Dierchderowene, Radiosändige sogar im Färnseh simmer scho gsi. 10 Johr lang jedi Wuch ne Elsässer Schdube im College vu Ingersheim, jo sogar Schdroosesänger in Colmar mit nere Schnitzelbank un so widder. Allene däne Persone, dr freijere wia dr jetzige Komiteemitglieder, wie allene „Heimetsproch“-Mitglieder, bsunders Eich liebi Freind, wu alliwiil so zahlriich an unsri Generalversammlig kumme: ne große Dank und vergäld’s Godd! Dankscheen viemol, dankscheen, dass’r alli kumme sin, vu St. Louis bis Hagenau!                                                           |
| Standarddeutsch           | Liebe Freunde, schon 20 Jahre haben wir ein Ziel und ein Ideal: die Verteidigung und die Förderung unserer elsässerdeutschen Sprache und Kultur. Wir haben schon alles Mögliche unternommen: Bittschriften, Demonstrationen in Straßburg, Colmar, Mülhausen, Unterschriften gesammelt, Theater gespielt, Vorträge und Stammtische organisiert, Führungen durch Dorf und Stadt, Dichterabende, Radiosendungen, sogar Fernsehsendungen. 10 Jahre lang jede Woche eine „Elsässer Stube“ im Collège von Ingersheim, ja sogar Straßensänger in Colmar mit einer Schnitzelbank und so weiter. All den Personen, den früheren wie den heutigen Komiteemitgliedern, sowie all den „Heimetsproch“-Mitgliedern, besonders Ihnen, liebe Freunde, die Sie immer so zahlreich zu unserer Generalversammlung kommen: einen großen Dank und vergelt’s Gott! Dankeschön vielmals, dankeschön dass Sie alle gekommen sind, von Saint-Louis bis Hagenau! |